# Mohanad Ali
Mohanad Ali est un footballeur irakien né le 20 juin 2000 à Bagdad est un footballeur international irakien. Il évolue au poste d'attaquant à Dibba SCC.

## Carrière

### En sélection
Il joue son premier match avec l'équipe d'Irak le 23 décembre 2017, contre le Bahreïn, en Coupe du Golfe des nations (score : 0-0). Il marque ses deux premiers buts internationaux le 28 février 2018 contre l'Arabie saoudite en amical (victoire 4-1).